# Лаптево (Нижегородская область)
Ла́птево — деревня в Павловском районе Нижегородской области. Является административным центром Калининского сельсовета.

## История
Основана летом 1599 года, после того как царь Борис Федорович Годунов указал наградить своих служилых людей — братьев Ивана и Григория Резюевых поместьем в Березопольском стане Нижегородского уезда. Резюевы получили поместье за активное участие в строительстве каменного кремля Смоленска.
Обустройство новопоставленной деревни приостановила великая Смута. Павловский край оказался в гуще этих событий и в конце 1608 года деревня Лаптево была разорена. Погиб Иван Резюев. К 1623 году не стало и Григория Резюева. Деревня находится в упадке, в ней осталось 2 жилых двора.
После войны России с Польшей (1654—1667) деревня пожалована царем Алексеем Михайловичем служилому поляку Левонтию Ганевскому. Новый помещик активно поощрял хозяйственную деятельность своих крепостных, так как от этого зависело его личное благосостояние. К 1678 году в деревне было 15 дворов и населения около 140 человек.
В Петровскую эпоху хозяйство деревни Лаптево вновь переживает заметный упадок. В периоды 1700—1709 годов на поля сражений со Швецией и на строительство русского флота из деревень регулярно забирали сильных молодых людей. Назад домой они, как правило, не возвращались. В приходе Казанской церкви села Детково по ревизии 1722—1723 годов значится всего 39 жилых дворов.
Тогда же, после смерти наследника пана Леонтия Ганевского, деревня Лаптево вновь оказалась выморочной и была пожалована дворянину Илье Огареву, из рода которого впоследствии выйдет известный русский философ и писатель Николай Платонович Огарев.
Начиная с середины 18 века численность деревни Лаптево постепенно стабилизировалась и достигла 250 человек.